# Accumulation (rhétorique)

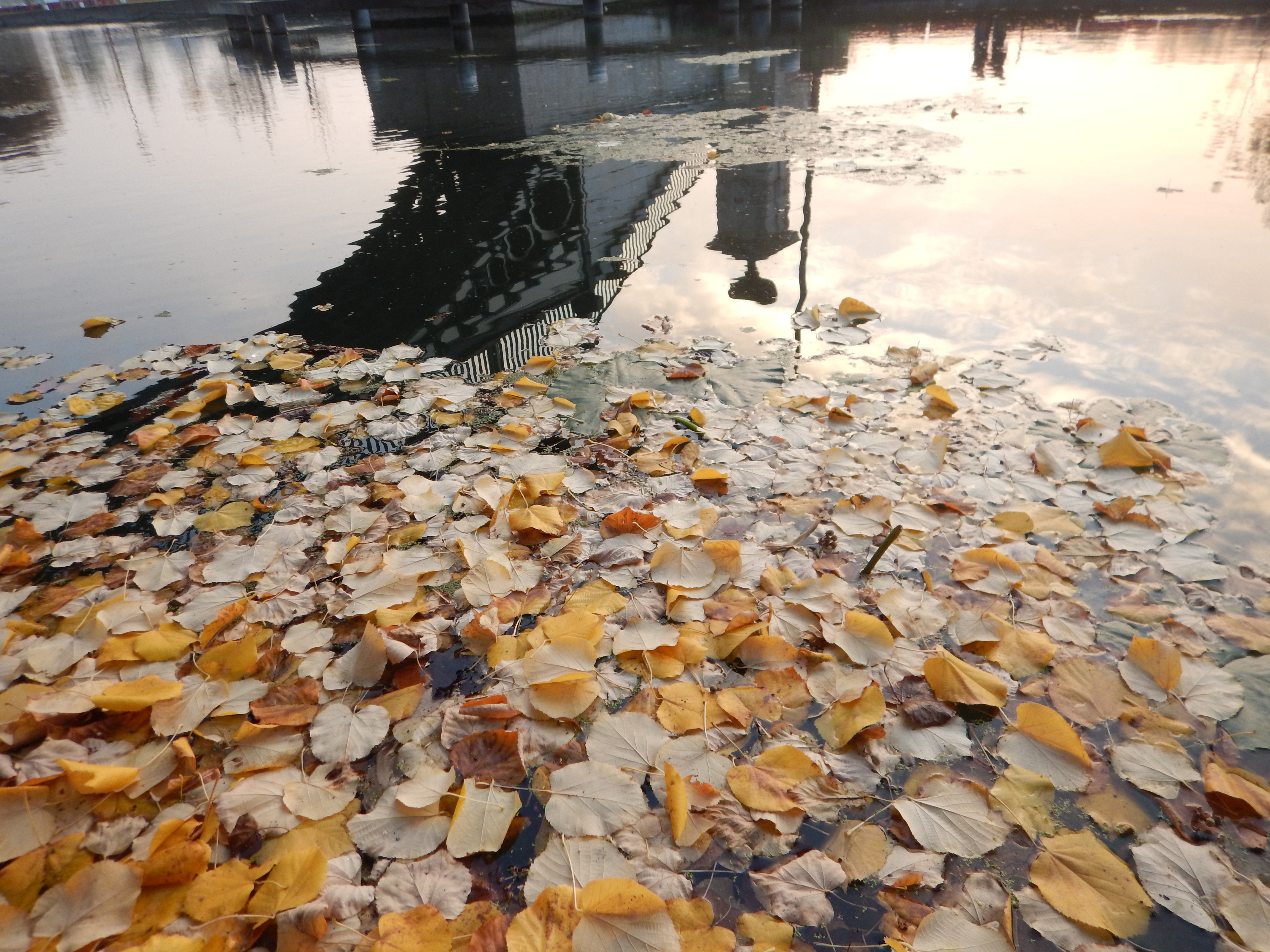
Une accumulation de feuilles mortes.

Pour les articles homonymes, voir Accumulation.
L'accumulation (substantif féminin), du latin accumulare (« mettre en scène ») et cumulus (« amoncellement »), est une figure de style qui se traduit par une énumération d'éléments appartenant à une même catégorie (de même nature et/ou de même fonction grammaticales) et qui crée un effet d'amplification.
L'accumulation est une figure de style très employée et l'une des plus connues, très proche de l'énumération.

## Exemples
- « Elle centre, elle aligne, elle justifie, elle paragraphe, elle tabule, elle mémorise... et tout ça sur un grand écran. » (Olivetti)
- « Elle avance vers la rampe, cinq doigts écartés sur la hanche : le geste des premières chanteuses de saloon parodiant les cow-boys, main sur la crosse du colt, buste un peu cassé, voix poissarde. » (Jean-Jacques Schuhl, Ingrid Caven)
- « Quand on m'aura jeté, vieux flacon désolé,
Décrépit, poudreux, sale, abject, visqueux, fêlé (...) » (Charles Baudelaire)
(Le poète crée un effet d'amplification en alignant huit adjectifs qualifiant le nom flacon.)

## Définition

### Définition linguistique
L'accumulation est une figure de transformation portant sur les éléments syntaxiques et leurs morphologies au sein d'une phrase ou au sein d'un  vers. Elle est aisément reconnaissable à la cascade de mots ou de groupes de mots proches grammaticalement qu'elle énumère, sur un court segment de phrase ou de vers. Elle consiste globalement en l'entassement de plusieurs mots de même nature et de même fonction, souvent dans un ordre désordonné. On la distingue de l'énumération car elle énumère des mots sans ordre apparents. On la remarque souvent en raison de la ponctuation spécifique qui l'accompagne.

### Définition stylistique
Elle a pour effet de générer des sentiments variés et à la discrétion de l'intention de l'auteur : précipitation, fébrilité, rapidité. Sa fonction première est, par la juxtaposition de termes proches grammaticalement, de mettre ponctuellement en valeur un propos. Il arrive que l'accumulation emploie des termes se terminant par des sons identiques :

« Cela tintait, grinçait, cognait, cela grondait, haletait, soufflait et stridait et hoquetait, et trépidait, à croire que les murs de la grange allaient se fendre et s'écrouler »

— Maurice Genevoix
l'accumulation de verbes conjugués et la même désinence en ait constituant une homéotéleute. Stylistiquement, elle permet : de rendre une idée plus frappante, de faire naître diverses impressions, de donner du poids aux termes énumérés, d'accentuer des syllabes particulières, enfin de donner un rythme saccadé à la phrase entière par un retour périodique des éléments mis en relief.
En narration, elle est utilisée pour condenser l'action ou accélérer son rythme. Elle peut créer aussi un effet de suspense en énumérant une série d'éléments avant d'évoquer la pantonyme, rejeté à la fin en guise de chute  (La Bonne chanson de Paul Verlaine par exemple).
Enfin, elle permet de générer des associations d'idées ou de créer des juxtapositions d'images expressives, de mimer le fonctionnement subjectif et psychologique (cas des autobiographies par exemple).
À l'oral, elle sert à préciser un propos en énumérant les choses ressenties par l'interlocuteur. Elle est très utilisée en publicité pour vanter les différentes qualités d'un produit. Au cinéma, elle peut servir à accumuler des scènes semblables afin de créer un effet de profusion.

### Genres concernés
L'accumulation est une figure fétiche des descriptions et des portraits, dans une orientation réaliste du discours. Néanmoins on la retrouve dans tous les genres et tous les types de textes littéraires.
C'est aussi l'une des figures du langage les plus traduisibles dans les autres arts : au cinéma, l'accumulation d'images dans une scène s'en rapproche; en musique, l'accélération du rythme via une abondance de notes très rapprochées suggère les mêmes effets. En peinture, l'accumulation de détails ou de couleurs sur un même sujet pictural peut être considéré comme une accumulation (exemple dans le pointillisme). Elle est aussi utilisée en publicité afin de donner le sentiment d'une abondance de qualités à un produit.

## Historique de la notion
Honoré de Balzac l'utilise à outrance dans ses romans réalistes et hyperdescriptifs ; Blaise Cendrars également ; le roman moderne, très inspiré du cinéma (écriture cinématographique) comme celui de André Malraux ou du roman policier exploitent systématiquement l'accumulation à des fins narratives.

### Figures proches
- Figure "mère": répétition
- Figures "filles":  aucune

- Paronymes: énumération, entassement, expolition, tautologie (sémantique)
- Synonymes: juxtaposition, multiliaison, congerie (synonyme absolu, du latin congere: "rassembler")